# Aminosäuregärung
Unter Aminosäuregärung (Felix Ehrlich, 1905), im englischen Sprachraum auch Ehrlich pathway genannt, versteht man den Abbau von Aminosäuren durch Hefen zu Alkoholen. Die in der alkoholischen Gärung verwendeten Hefen oder Enzyme vergären nicht nur den Zucker, sondern auch andere organische Stoffe wie die Aminosäuren, deren Abbauprodukte Bestandteile der Fuselöle bilden. Als generelles Muster gibt Ehrlich für den Abbau der Aminosäuren eine Desaminierung mit anschließender Decarboxylierung an:
Nach Neubauer und Frommherz (1911) verläuft der Abbau der Aminosäure (1) unter Bildung der Zwischenprodukte Iminosäure (2), Ketosäure (3) und Aldehyd (4) zum Alkohol (5). Bis auf den letzten Schritt also wie der Stoffwechsel in höheren Lebewesen, die den Aldehyd aber zur Fett- oder Carbonsäure R–COOH oxidieren:

Es bilden sich aus:
1. Leucin → optisch inaktiver Isoamylalkohol (3-Methyl-1-butanol)
2. Isoleucin → optisch aktiver Amylalkohol (2-Methylbutylalkohol)
3. Valin → Isobutanol (2-Methyl-1-propanol)
4. Glutaminsäure → 4-Hydroxybutansäure
5. Tyrosin → 2-(4-Hydroxyphenyl)ethanol (Tyrosol)
6. Tryptophan → Indolethylalkohol (Indol-3-ethanol, Tryptophol)
7. Histidin → Imidazolethylalkohol (Imidazolyl-4-ethanol, Histaminol)